# كفر أبو نجم
قرية كفر أبو نجم هي إحدى القرى التابعة لمركز أبو حماد في محافظة الشرقية في جمهورية مصر العربية. حسب إحصاءات سنة 2006، بلغ إجمالي السكان في كفر أبو نجم 3801 نسمة، منهم 1921 رجل و1880 امرأة.